# 堀内康雄
堀内 康雄（ほりうち やすお、1965年（昭和40年）3月7日 - ）は、日本の声楽家（バリトン）、オペラ歌手、音楽教育者。武蔵野音楽大学教授。

## 経歴
東京都中野区出身。武蔵野市立第二中学校、國學院大學久我山高等学校、1987年（昭和62年）慶應義塾大学法学部政治学科（国際法専攻）卒業。大学在学中は慶應義塾ワグネル・ソサィエティー男声合唱団に所属。畑中良輔、北村協一、皆川達夫、山田一雄、渡邊暁雄等の指揮により、歌う魅力にとりつかれる。卒業後は味の素株式会社札幌支店に配属。畑中良輔の強い勧めにより、札幌在住の弟子・長内勲のプライベート・レッスンを受け始め、仕事よりもオペラの勉強に熱中する。またオーストリアから帰札した三部勲夫妻等の薫陶を受け、オペラ歌手になる事を夢見る。就業中に受けたイタリア声楽コンコルソや日本音楽コンクールなど4つの国内コンクールに優勝・入賞・入選。1990年（平成2年）8月末をもって味の素（株）を退社。1991年（平成3年）6月に渡伊。ミラノ・ヴェルディ国立音楽院へ留学。1994年（平成6年）同音楽院中退。畑中良輔、長内勲、翁長剛、三部勲、松本美和子、ジャンフランコ・パスティネ、ジョヴァンナ・カネッティ、ニーノ・スカトッリーニに師事。
小学生時には、フルートを小出信也夫妻に師事していた。
トゥールーズ、ビニャス、ビルバオ、ガヤッレ、パヴィーア、リッチャレッリ、ヴェルディ等、多数の国際コンクールで優勝および入賞を果たした。
1992年（平成4年）から活動を始め、ミラノ・イタリア放送交響楽団（現RAI国立交響楽団）、パブロ・サラサーテ管弦楽団、サンレモ交響楽団、レッジョ・エミリア・ヴァッリ劇場、バルセロナ・リセウ大劇場、スペイン国営放送交響楽団、パルマ王立劇場、ボローニャ市立劇場管弦楽団、スウェーデン・マルメ歌劇場、アレーナ・ディ・ヴェローナ管弦楽団などの演奏会に出演。
1994年（平成6年）ヴェネツィア・フェニーチェ劇場 プッチーニ『ラ・ボエーム』ショナールで海外オペラ・デビュー。翌年、ローマ歌劇場 ヴェルディ『マクベス』タイトル・ロールに抜擢される。以後、欧州の第一線の歌劇場で数多くのオペラにプリモ・バリトンとして出演。務めた役柄はタイトル・ロールか主役級ばかりである。フリーランスの歌手活動実績で、イタリア共和国永久滞在許可証（EC長期滞在許可証包括）を取得している。
日本では1989年（平成元年）北海道二期会 清水脩『修禅寺物語』行親役で客演後、1997年（平成9年）藤原歌劇団 ヴェルディ『椿姫』ジェルモンで中央楽壇にデビュー。その後、藤原歌劇団、新国立劇場を中心に、数多くのオペラにおいて日本を代表するプリモ・バリトンとしてめざましい活躍をしている。
コンサートにおいても、ハンガリー国立フィルハーモニー管弦楽団、フランス国立放送フィルハーモニー管弦楽団との共演をはじめ、東京フィルハーモニー交響楽団、新日本フィルハーモニー交響楽団、日本フィルハーモニー交響楽団の定期演奏会、札幌交響楽団、東京交響楽団、東京都交響楽団、東京シティ・フィルハーモニック管弦楽団、読売日本交響楽団、大阪シンフォニカー（現：大阪交響楽団）、ザ・カレッジ・オペラハウス管弦楽団、群馬交響楽団、名古屋フィルハーモニー交響楽団、中部フィルハーモニー交響楽団、神奈川フィルハーモニー管弦楽団など、国内の主要オーケストラと共演。
リサイタルでも数多くの実績を積んでいる。またNHKニューイヤーオペラコンサート、読響シンフォニックライブ、NHK芸術劇場等、多数の放送収録にも出演。
2012年（平成24年）より武蔵野音楽大学教授となり、後進の育成に注力している。また、数多くのコンクールなどの審査員を務めるなど、楽界活動にも大きく貢献している。1998年（平成10年）より藤原歌劇団団員。

### 欧州での活躍
※注記のないものは武蔵野音楽大学による。
- 1992年（平成4年）イタリア・RAI国立交響楽団 ヨハン・シュトラウス2世『こうもり』2幕 ファルケ博士 RAI-Radio3放送 欧州初演奏会[7]
- 1993年（平成5年）スペイン・バルセロナ・リセウ大劇場：第31回F.ビニャス国際声楽コンクール入賞者 記念演奏会（リセウ大劇場・シーズン演目）[7]
- 1994年（平成6年）イタリア・ヴェネツィア・フェニーチェ劇場 プッチーニ『ラ・ボエーム 』ショナール 再演時マルチェッロ・ヴィオッティ指揮[7]
- 1994年（平成6年）イタリア・シチリア島 ジョイント・コンサート巡演[8]
- 1995年（平成7年）スペイン・マドリード・モヌメンタル劇場 スペイン国営放送交響楽団 ガラ・コンサート[7]
- 1995年（平成7年）イタリア・ローマ歌劇場 ヴェルディ『マクベス』タイトル・ロール[5]
- 1995年（平成7年）イタリア・ローマ歌劇場 ヴェルディ『リゴレット』タイトル・ロール（代役）指揮：パオロ・カリニャーニ（英語版）[7]
- 1995年（平成7年）スペイン・ビルバオ・アリアーガ劇場 ヴェルディ『リゴレット』タイトル・ロール
- 1995年（平成7年）イタリア・パルマ王立劇場コンサート 佐野成宏 ニコラ・ギュゼレフ（英語版）[7]
- 1996年（平成8年）スペイン・ビルバオ・オペラ(A.B.A.O 英語版) ビゼー『真珠採り』ズルガ[5]
- 1996年（平成8年）ギリシャ・アテネ国立劇場（ギリシャ国立劇場 英語版） ヴェルディ『リゴレット』タイトル・ロール
- 1996年（平成8年）イタリア・ボローニャ歌劇場管弦楽団演奏会"R.テバルディに捧ぐ" ソレジーナ市立劇場 レナータ・テバルディ来場 共演：アリダ・フェラリーニ[7][9]
- 1996年（平成8年）スペイン・マラガ ・セルバンテス劇場 ヴェルディ『リゴレット』タイトル・ロール
- 1997年（平成9年）イタリア・ヴェネツィア・フェニーチェ劇場 ヴェルディ『リゴレット 』タイトル・ロール
- 1998年（平成10年）スペイン・オンダロア、デバ ジョイント・コンサート Kyung-Hwa Cho, Sang-Gon Kim[7]
- 2000年（平成12年）スウェーデン・マルメ歌劇場 オルフ『カルミナ・ブラーナ』指揮：大勝秀也[7]
- 2001年（平成13年）イタリア・ヴェネツィア・フェニーチェ劇場 プロコフィエフ 『三つのオレンジへの恋 』ファルファレッロ[5]
- 2001年（平成13年）イタリア・ブッセート・ヴェルディ 没後100年記念『ナブッコ 』タイトル・ロール 指揮：ロマーノ・ガンドルフィ（イタリア語版）[2]
- 2002年（平成14年）イタリア・カリアリ歌劇場 ヴェルディ『イル・トロヴァトーレ』ルーナ伯爵[5] 伊"L'OPERA"誌上で好評を得る[7]
- 2002年（平成14年）ハンガリー国立歌劇場 ヴェルディ『マクベス』タイトル・ロール
- 2003年（平成15年）イタリア・カリアリ歌劇場 ヴェルディ『オテロ 』イアーゴ[5]
- 2004年（平成16年）アレーナ・ディ・ヴェローナ管弦楽団演奏会[5] ブレーシャ・ブリクシア・エクスポ[7]
- 2005年（平成17年）ポルトガル ・リスボン ・サン・カルロス国立劇場 マスネ 『ナヴァラの娘 』レミージョ[5]
- 2009年（平成21年）マルタ共和国 ヴェルディ『アイーダ 』アモナズロ[5] 共演：フランコ・ファリーナ アベラ大統領臨席[7]
- 2010年（平成22年）イタリア・ソレジーナ市立劇場 コンサート"アルド・プロッティの思い出に" 共演：マリオ・マラニーニ（イタリア語版）[7]
- 2011年（平成23年）イタリア・トリエステ・ヴェルディ劇場 リッカルド・ザンドナーイ 『フランチェスカ・ダ・リミニ 』ジャンチョット[5]
- 2011年（平成23年）アイルランド・ダブリン国立コンサートホール ヴェルディ『イル・トロヴァトーレ 』ルーナ伯爵[5]

### 日本でのオペラ出演歴
※注記のないものは昭和音楽大学オペラ情報センターの記録による。
- 1989年（平成元年） 北海道二期会 清水脩『修禅寺物語』金窪兵衛尉行親役で客演 指揮：増井信貴 演出：長沼広光 初舞台[5][7]
- 1997年（平成9年）1月 藤原歌劇団 Bunkamura オーチャードホール ヴェルディ『椿姫』ジェルモン 指揮：大野和士
- 1997年（平成9年）2月 藤原歌劇団 東京文化会館大ホール ヴェルディ『マクベス』タイトル・ロール
- 1997年（平成9年）8月 東京フィルハーモニー交響楽団 オペラコンチェルタンテ・シリーズ第14回 Bunkamura オーチャードホール ヴェルディ『ドン・カルロ』ロドリーゴ
- 1998年（平成10年）1月 - 2月 新国立劇場 ヴェルディ『アイーダ』アモナズロ 演出：フランコ・ゼフィレッリ
- 1999年（平成11年）1月 藤原歌劇団 Bunkamura オーチャードホール ヴェルディ『椿姫』ジェルモン
- 1999年（平成11年）3月 藤原歌劇団 新国立劇場オペラ劇場 プッチーニ『ラ・ボエーム』マルチェッロ 共演：ミレッラ・フレーニ、ニコライ・ギャウロフ
- 1999年（平成11年）9月 新国立劇場 ヴェルディ『仮面舞踏会 』レナート
- 2000年（平成12年）1月 藤原歌劇団 Bunkamura オーチャードホール ドニゼッティ『ランメルモールのルチア』エンリーコ
- 2001年（平成13年）5月 新国立劇場 ヴェルディ『イル・トロヴァトーレ』ルーナ伯爵
- 2001年（平成13年）11月 びわ湖ホール ヴェルディ『アッティラ』エツィオ
- 2001年（平成13年）12月 新国立劇場 ヴェルディ『ドン・カルロ 』ロドリーゴ
- 2002年（平成14年）1月 藤原歌劇団 Bunkamura オーチャードホール ヴェルディ『椿姫』ジェルモン
- 2002年（平成14年）11月 藤原歌劇団 めぐろパーシモンホール ヴェルディ『椿姫』ジェルモン
- 2002年（平成14年）11月 - 12月 新国立劇場 ヴェルディ『イル・トロヴァトーレ』ルーナ伯爵
- 2003年（平成15年）4月 新国立劇場 プッチーニ『ラ・ボエーム』マルチェッロ
- 2003年（平成15年）9月 新国立劇場 ヴェルディ『アイーダ』アモナズロ
- 2003年（平成15年）11月 びわ湖ホール ヴェルディ『シチリアの夕べの祈り』モンフォルテ
- 2004年（平成16年）1月 藤原歌劇団 Bunkamura オーチャードホール ヴェルディ『椿姫』ジェルモン
- 2004年（平成16年）4月 大阪国際フェスティバル プッチーニ『ラ・ボエーム』マルチェッロ[5]
- 2005年（平成17年）1月 藤原歌劇団 Bunkamura オーチャードホール ヴェルディ『椿姫』ジェルモン
- 2005年（平成17年）8月 藤原歌劇団 東京文化会館大ホール フランチェスコ・チレア『アドリアーナ・ルクヴルール 』ミショネ
- 2005年（平成17年）10月 びわ湖ホール ヴェルディ『スティッフェリオ』スタンカー
- 2006年（平成18年）1月 藤原歌劇団 Bunkamura オーチャードホール ヴェルディ『椿姫』ジェルモン
- 2006年（平成18年）9月 - 10月 愛知県文化振興事業団 愛知県芸術劇場 プッチーニ『ラ・ボエーム』マルチェッロ
- 2007年（平成19年）1月 藤原歌劇団 Bunkamura オーチャードホール プッチーニ『ラ・ボエーム』マルチェッロ
- 2007年（平成19年）5月 日本オペラ団体連盟・藤原歌劇団・神奈川県民ホール共同公演 東京文化会館 ヴェルディ『リゴレット』タイトル・ロール
- 2008年（平成20年）3月 新国立劇場 ヴェルディ『アイーダ』アモナズロ
- 2008年（平成20年）9月 愛知県文化振興事業団 愛知県芸術劇場 ヴェルディ『ファルスタッフ』フォード
- 2009年（平成21年）1月 - 2月 藤原歌劇団 東京文化会館大ホール アミルカレ・ポンキエッリ『ラ・ジョコンダ 』バルナバ
- 2011年（平成23年）3月 びわ湖ホール・神奈川県民ホール・東京二期会・谷桃子バレエ団・神奈川フィルハーモニー管弦楽団共同制作公演 びわ湖ホール ヴェルディ『アイーダ』アモナズロ
- 2012年（平成24年）2月 - 3月 （株）ジャパン・アーツ、島根県、（財）島根県文化振興財団（いわみ芸術劇場）、神奈川芸術協会、神奈川県民ホール、大阪新音、神戸新音、SAP、中国新聞社、中国放送、シンフォニア岩国、福岡県、福岡市、（財）アクロス福岡、（財）福岡市文化芸術振興財団、（株）西日本新聞社、三重県文化会館、（財）越谷市施設管理公社、中部日本放送、名古屋市 府中の森芸術劇場どりーむホール、島根県芸術文化センターいわみ芸術劇場（グラントワ）大ホール、神奈川県民ホール大ホール、兵庫県立芸術文化センター KOBELCO 大ホール、広島大学サタケメモリアルホール、シンフォニア岩国（山口県民文化ホールいわくに）コンサートホール、アクロス福岡 福岡シンフォニーホール、東京文化会館大ホール、三重県総合文化センター三重県文化会館大ホール、越谷コミュニティセンター（サンシティホール）大ホール、愛知県芸術劇場大ホール 錦織健プロデュース・オペラ ロッシーニ『セビリアの理髪師』フィガロ[5][11]
- 2012年（平成24年）9月 愛知県文化振興事業団 愛知県芸術劇場大ホール ドニゼッティ『ランメルモールのルチア』エンリーコ
- 2012年（平成24年）11月 - 12月 びわ湖ホール・バーゼル歌劇場共同制作 びわ湖ホール モーツァルト『コジ・ファン・トゥッテ』グリエルモ
- 2013年（平成25年）2月 藤原歌劇団 東京文化会館大ホール ヴェルディ『仮面舞踏会』レナート
- 2013年（平成25年）3月 新国立劇場 ヴェルディ『アイーダ』アモナズロ
- 2013年（平成25年）6月 いずみホール・オペラ2013 河原忠之プロデュース いずみホール ヴェルディ『シモン・ボッカネグラ』タイトル・ロール
- 2013年（平成25年）9月 藤原歌劇団 新国立劇場オペラ劇場 ヴェルディ『椿姫』ジェルモン
- 2014年（平成26年）9月 東京芸術劇場コンサートオペラvol.2 ヴェルディ『ドン・カルロス』（フランス語）ロドリーグ
- 2014年（平成26年）10月 びわ湖ホール 沼尻竜典オペラセレクション ヴェルディ『リゴレット』タイトル・ロール
- 2014年（平成26年）11月 藤原歌劇団 Bunkamura オーチャードホール プッチーニ『ラ・ボエーム』マルチェッロ
- 2015年（平成27年）1月 藤原歌劇団 東京文化会館大ホール ヴェルディ『ファルスタッフ』フォード
- 2015年（平成27年）3月 びわ湖ホール・神奈川県民ホール・iichiko総合文化センター・東京二期会・京都市交響楽団・神奈川フィルハーモニー管弦楽団共同制作公演 びわ湖ホール・神奈川県民ホール・iichiko総合文化センター ヴェルディ『オテッロ』イアーゴ
- 2016年 (平成28年)  2月 藤原歌劇団　藤沢市民会館　プッチーニ『蝶々夫人』シャープレス

### コンサート
※注記のないものは武蔵野音楽大学による。他にも『第九』など多数。
- 1988年（昭和63年）札幌市新人音楽会 札幌市教育文化会館大ホール 詩劇『カムイチェプ』劇伴収録 鵜飼小百合[7]
- 2004年（平成16年）フランス放送フィルハーモニー管弦楽団演奏会 東京文化会館大ホール（文化庁 舞台芸術国際フェスティヴァル）ヴェルディ『ドン・カルロ』抜粋 指揮：チョン・ミョンフン
- 2006年（平成18年）夏の二夜 オルフ『カルミナ・ブラーナ』ハンガリー国立フィルハーモニー管弦楽団 指揮：小林研一郎、札幌交響楽団 指揮：井上道義[7]
- 2007年（平成19年）第14回神奈川芸術フェスティバル 藤原歌劇団 イタリア・オペラの華 ヴェルディ・ガラコンサート[12]
- 2008年（平成20年）札幌コンサートホールkitara 10周年バースデー・コンサート
- 2008年（平成20年）びわ湖ホール 10周年記念ガラ・コンサート
- 2009年（平成21年）藤原歌劇団創立75周年記念ガラ・コンサート
- 2010年（平成22年）神奈川県民ホール 35周年記念 オルフ 『カルミナ・ブラーナ 』神奈川フィルハーモニー管弦楽団 指揮：現田茂夫
- 2010年（平成22年）新国立劇場 ニューイヤー・オペラパレスガラ・コンサート
- 2010年（平成22年）佐野成宏・堀内康雄 テノール＆バリトン ゴールデン・デュオ！ ザ・シンフォニーホール ピアノ：ラッファエレ・コルテージ[13]
- 2010年（平成22年）トッパンホール クラシックオペラ・アリアの夕べ 2010 砂川涼子（ソプラノ）&水口聡（テノール）&堀内康雄（バリトン） ピアノ：河原忠之[14]

- 2011年（平成23年）東京文化会館 50周年記念ガラ・コンサート
- 2012年（平成24年）東京都交響楽団 マーラー『嘆きの歌』指揮：エリアフ・インバル ソプラノ：浜田理恵[7]
- 2012年（平成24年）Cedyna Special Classic Concert Music Stage オペラ・ガラ・コンサート いずみホール ソプラノ：大岩千穂、テノール：佐野成宏、バリトン、ピアノ：佐藤正浩
- 2013年（平成25年）東京フィルハーモニー交響楽団 ロッシーニ『小荘厳ミサ曲』指揮：ダン・エッティンガー ソプラノ：ミシェル・クライダー（英語版）[7]
- 2013年（平成25年）ヴェルディ生誕200年記念ガラ・コンサート イタリア文化会館アニェッリホール[7]
- 2013年（平成25年）佐藤美枝子 ＆ 堀内康雄 Joint Recital 札幌コンサートホールkitara ピアノ：三ッ石潤司
- 2013年（平成25年）びわ湖ホール15周年記念ガラ・コンサート
- 2014年（平成26年）西村悟（テノール）＆堀内康雄（バリトン）ジョイント・コンサート 東京オペラシティ コンサートホール ピアノ：河原忠之 ナヴィゲーター：鮫島有美子
- 2015年（平成27年）森麻季＆堀内康雄 バレンタインコンサート めぐろパーシモンホール ピアノ：山岸茂人[15]
- 2016年（平成28年）ジャパン・アーツ40周年記念コンサート

### リサイタル
※注記のないものは武蔵野音楽大学による。
- 1991年（平成3年）木下記念日本歌曲研究会 木下保邸 司会解説：中田喜直[7]
- 1991年（平成3年）渡伊記念リサイタル 札幌ザ・ルーテルホール ピアノ：森喜代子[7]
- 1999年（平成11年）スペイン・レケイティオ・サンタマリア聖堂 ピアノ：Gayane Charlouian
- 2007年（平成19年）紀尾井ホール、軽井沢大賀ホール ピアノ：佐藤正浩 チェロ：川崎昌子
- 2008年（平成20年）パルテノン多摩
- 2009年（平成21年）練馬文化センター
- 2011年（平成23年）大田区民プラザ
- 2012年（平成24年）びわ湖ホール

## 受賞歴
- 1990年（平成2年）第21回イタリア声楽コンコルソ（大阪）第1位ミラノ大賞[5] 日本イタリア協会よりイタリア留学の推薦資格を得る[3]。
- 1991年（平成3年）第2回五島記念文化財団オペラ新人賞[5]
- 1993年（平成5年）トゥールーズ国際声楽コンクール（フランス）第1位[4]
- 1994年（平成6年）フリアン・ガヤレ国際声楽コンクール（スペイン）第1位[4]
- 1994年（平成6年）ビルバオ国際声楽コンクール（スペイン）第1位[4]
- 1997年度（平成9年度）第25回ジロー・オペラ賞[16] 藤原歌劇団『椿姫』『マクベス』両公演での成果[2]

## 音楽教育者として
- 2008年（平成20年） - 2010年（平成22年）武蔵野音楽大学インターナショナル・サマースクール講師[4]
- 2011年（平成23年）昭和音楽大学マスタークラス講師
- 2012年 （平成24年） - 2020年（令和2年）現在 武蔵野音楽大学教授[4]
- 2014年 （平成26年） - 2015年 （平成27年）日本オペラ振興会 オペラ歌手育成部部長[4]
- 2020年     　(令和2年)　  -   2021年  (令和3年)　新国立劇場オペラ研修所・声楽レッスン出講

## 楽界活動
- 2011,2013,2015年 日本音楽コンクール審査員
- 2014,2015,2016,2017,2018,2019年 日伊声楽コンコルソ審査員
- 2018年 （平成30年）第16回東京音楽コンクール審査員
- 全日本学生音楽コンクール審査員[4]
- 2014,2015,2016,2017,2018,2019,2020年 東京国際声楽コンクール審査員[4]
- 2015,2016年 静岡県学生音楽コンクール審査員（2016年は特別審査員）[4]
- 2018,2020年度 びわ湖ホール声楽アンサンブル・オーディション審査員[4]
- 2019年度 びわ湖ホール声楽アンサンブル・内部オーディション審査員[7]
- 2019,2020年度 新国立劇場オペラ研修所第22・23期生選考試験審査員[4]
- 2019年 ハイメスコンクール審査委員長[7]
- 2012 - 2020年現在 武蔵野音楽協会理事[4]
- 2023年11月〜 日本音楽コンクール委員会 楽壇側委員
- 2024年6月〜 日伊音楽協会　評議員

## 収録
※NHKの記録については、注記のないものはNHKクロニクルによる。
- 1997年（平成9年）NHK-FMリサイタル ピアノ：森喜代子[18]
- 2000年（平成12年）第43回NHKニューイヤーオペラコンサート（初出演）
- 2001年（平成13年）第44回NHKニューイヤーオペラコンサート[19]
- 2002年（平成14年）第45回NHKニューイヤーオペラコンサート[19]
- 2004年（平成16年）『ラ・ボエーム』ABC朝日放送
- 2005年（平成17年）『椿姫』NHK芸術劇場
- 2005年（平成17年）『椿姫』NHKクラシック・ロイヤルシート
- 2006年（平成18年）『椿姫』NHK（2005年1月収録版の再放送）
- 2007年（平成19年）第50回NHKニューイヤーオペラコンサート
- 2007年（平成19年）『ラ・ボエーム』NHK芸術劇場
- 2008年（平成20年）第51回NHKニューイヤーオペラコンサート
- 2008年（平成20年）『ラ・ボエーム』NHKハイビジョンクラシック館
- 2009年（平成21年）第52回NHKニューイヤーオペラコンサート
- 2009年（平成21年）NHK-FM ベストオブクラシック －オペラ・アリアの夕べ－
- 2009年（平成21年）『ラ・ジョコンダ』NHKクラシック・ロイヤルシート
- 2009年（平成21年）NHK-FMサンデークラシックワイド －特選アラカルト－
- 2009年（平成21年）NHKクラシック・ハイライト2009
- 2010年（平成22年）第53回NHKニューイヤーオペラコンサート
- 2010年（平成22年）『椿姫』BS-TBS
- 2011年（平成23年）第54回NHKニューイヤーオペラコンサート
- 2011年（平成23年）『アイーダ』NHK-FMサンデークラシックワイド －オペラアワー－
- 2012年（平成24年）第55回NHKニューイヤーオペラコンサート
- 2013年（平成25年）第56回NHKニューイヤーオペラコンサート
- 2013年（平成25年）『仮面舞踏会』NHK-FMオペラファンタスティカ
- 2014年（平成26年）第57回NHKニューイヤーオペラコンサート
- 2014年（平成26年）フォーレ『レクイエム』日本テレビ 読響シンフォニックライブ 指揮：石川星太郎、ソプラノ：森麻季、バリトン：堀内康雄、合唱：新国立劇場合唱団、合唱指揮：三澤洋史、管弦楽：読売日本交響楽団、司会：松井咲子[20]
- 2015年（平成27年）第58回NHKニューイヤーオペラコンサート
- 2015年（平成27年）『ラ・ボエーム』NHK BSプレミアム プレミアムシアター

## 書籍等掲載
- 『北海道新聞』1991年1月「つれづれカルテット」[1][7]
- 加藤明「<塾員 Who's Who>華麗なる転身 : 営業マンからオペラ歌手へ オペラ歌手 堀内康雄君」『三田評論』第990巻、慶應義塾大学、1997年4月、32-33頁、ISSN 1343618X、NAID 110000348813。
- 『三田評論』（慶應義塾大学）1153, 2012年3月号「社中交歓（マスク）」[21]
- 『音楽現代』（芸術現代社）2007年11月号 「堀内康雄」2007年の紀尾井ホールでのリサイタル 撮影：木之下晃[22]

## ディスコグラフィ
- ガラ・リリカ スペイン放送交響楽団 Disco 11 GALA LIRICA vol. 2 rtve 65064
- カルミナ・ブラーナ 札幌交響楽団 指揮：高関健 ALM RECORDS ALCD-8033
- 第九 東京フィルハーモニー交響楽団 Tower Records/Columbia Music Entertainment TPTW-1008
- Verdi: Macbeth Rico Saccani, Budapest Philharmonic Orchestra, Yasuo Horiuchi, Giorgina Lukacs, Attila Kiss BPO Live B003TFERLG